# Paul d’Ivry
Paul de Richard d’Ivry (* 4. Februar 1829 in Beaune; † 16. Dezember 1903 in Hyères) war ein französischer Komponist.

## Leben und Werk
1847 wurde d’Ivrys erste Oper Fatma durch die Société Philharmonique de Beaune uraufgeführt und auch am Theater von Lyon mit Erfolg gespielt. 1850 kam er nach Paris, wo er Charles Gounod kennenlernte, mit dem ihn bald eine Freundschaft verband. Nachdem er eine Anzahl von Liedern komponiert hatte, entstanden 1854 zwei weitere Opern, Quentin Metzys und La Maison du Docteur, letztere – nach einem Libretto von Henri Boisseaux – widmete er Gounod.
Zur gleichen Zeit nahm er Unterricht in Kontrapunkt bei Simon Leborne und in Komposition bei Aristide Hignard. Die für 1855 geplante Uraufführung der Oper Omphale et Penélope am Théâtre-Lyrique scheiterte am Wechsel in der Leitung des Hauses. Danach entstand sein Hauptwerk, die Oper Les Amants de Verone (nach Shakespeares Romeo und Julia), die er 1867 unter einem Pseudonym veröffentlichte: Les Amants de Vérone, „opéra en 4 actes et 6 tableaux, imité de Shakespeare, paroles et musique de Richard Yrvid“. In einer überarbeiteten Version erschien das Werk 1878 in Paris. Die Uraufführung fand am Théâtre Ventadour statt, Rome und Julia wurden von Victor Capoul und Marie Heilbronn gesungen.
Sein Sohn Charles d’Ivry (* 27. Oktober 1867 auf Schloss Coraboeuf in Ivry-en-Montagne; † 15. Mai 1945 in Sainte-Eulalie (Cantal)) schlug ebenfalls eine musikalische Laufbahn ein. Er studierte am Conservatoire de Paris und gewann 1896 mit der Kantate Mélusine hinter Jules Mouquet den Second Grand Prix de Rome. Seine Werke sind offenbar komplett verloren gegangen.

## Werke
- Fatma, Oper in einem Akt, 1847
- Matin et soir, Villanelle, 1851
- Fleur de jasmin, 1851
- In Te Speravi, 1851
- Les Adieux de l’hôtesse arabe, Lied, 1852
- L’Ame du purgatoire, Lied, 1852
- L’Enfant malade, Lied, 1852
- Rosée nocturne, 1852
- Sérénade, 1852
- Tristesse, 1852
- Le Roi de Thulé, Ballade, 1854
- Les Trois Compagnons, 1854
- Quentin Metsys, Oper, 1854
- La Maison du Docteur, Oper, 1854
- Omphale et Pénélope, Oper, 1855
- L’Ondine et le Pêcheur, Ballade, 1857
- L’Adieu à la Nourrice, Lied, 1857
- Les Amants de Vérone, Oper in fünf Akten, 1867
- L’Homme français, 1873
- Litanies de la Délivrance, cantique à Notre-Dame de Lourdes, 1873
- L’Hymne français, 1873
- Chansons politiques, 1873
- Retour d’Italie, Lied nach Alfred de Musset, 1880
- Mimi Pinson, Lied nach Alfred de Musset, 1880
- Persévérance d’Amour, Oper, 1888
- La Danse, 1889
- Cantique de Noël
- Cantique de prise d’habit
- Au Divin Petit Grand
- Aubade
- Arinda, Polka mazurka

| Personendaten    | Personendaten           |
| ---------------- | ----------------------- |
| NAME             | Ivry, Paul d’           |
| ALTERNATIVNAMEN  | de Richard d’Ivry, Paul |
| KURZBESCHREIBUNG | französischer Komponist |
| GEBURTSDATUM     | 4. Februar 1829         |
| GEBURTSORT       | Beaune                  |
| STERBEDATUM      | 16. Dezember 1903       |
| STERBEORT        | Hyères                  |